# Franciszek Dindorf-Ankowicz

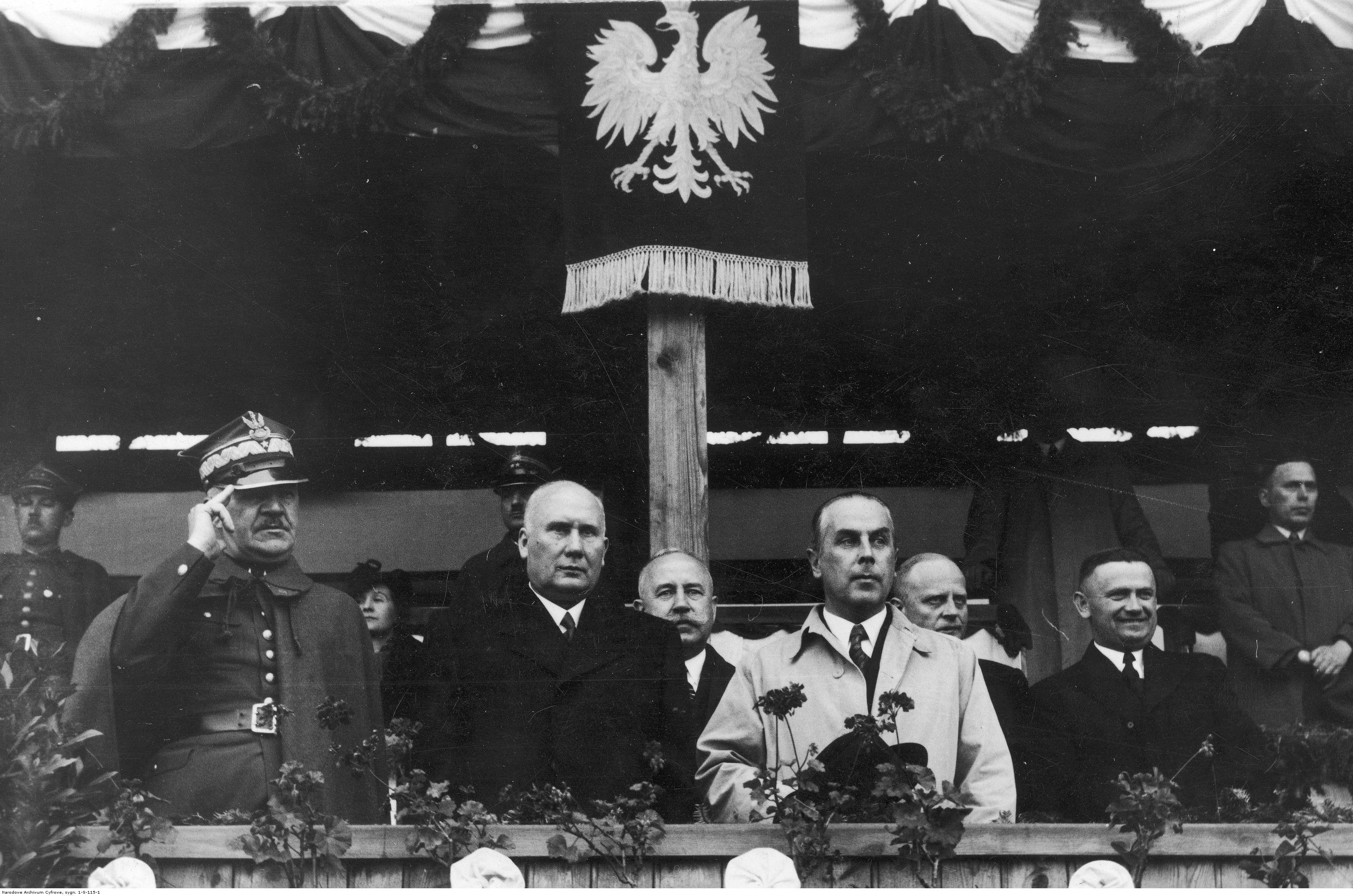
Jubileusz Łódzkiego Klubu Sportowego – goście na trybunie, czerwiec 1939. Gen. Franciszek Dindorf-Ankowicz 1. z lewej

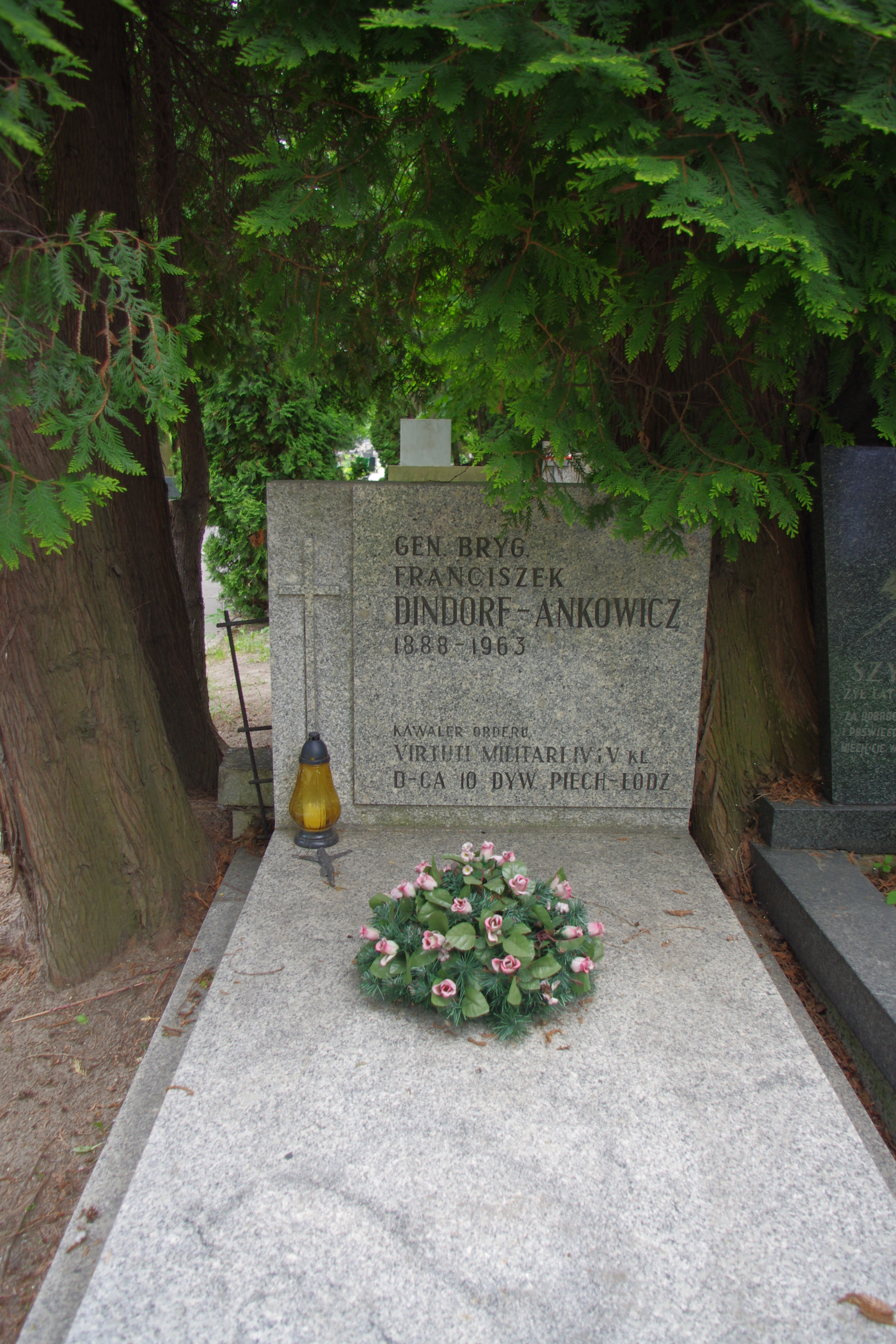
Grób gen. Franciszka Dindorf-Ankowicza na Cmentarzu Wojskowym na Powązkach w Warszawie

Franciszek Józef Dindorf-Ankowicz (ur. 3 grudnia 1888 we Lwowie, zm. 29 kwietnia 1963 w Londynie) – generał brygady Wojska Polskiego.

## Życiorys
Najstarszy z dziewięciorga dzieci Józefa i Barbary z d. Friedel. Ukończył gimnazjum realne we Lwowie i zdał w 1907 maturę. W 1914 ukończył studia na Wydziale Budowy Maszyn Politechniki Lwowskiej. Od sierpnia 1910 do sierpnia 1911 odbył roczną służbę wojskową w armii austriackiej, gdzie w 5. i 3. pułku obrony krajowej ukończył szkołę oficerską. Czynnie działał od 1910 roku w organizacji Armia Polska i Drużynach Strzeleckich od 1911 do 1 sierpnia 1914, gdzie dowodził m.in. szkołą podchorążych.
Po wybuchu wojny zmobilizowany do armii austriackiej walczył od 1 sierpnia 1914 do 23 marca 1915 na froncie jako dowódca plutonu w 19 pułku obrony krajowej. Od 23 marca 1915 do 6 czerwca 1918 w niewoli rosyjskiej i internowany na Syberii. Na Syberii uczestniczył w formowaniu 5 Dywizji Strzelców Polskich, w której dowodził kompanią i batalionem w 1 pułku strzelców od czerwca 1918 do stycznia 1920. Ranny w walkach. Po kapitulacji dywizji przedostał się do Harbinu, gdzie od 2 lutego 1920 był dowódcą Legii Oficerskiej.
W lipcu 1920 powrócił do kraju. W wojnie polsko-bolszewickiej i po jej zakończeniu dowodził 1 Syberyjskim pułkiem piechoty w okresie od lipca 1920 do 1 kwietnia 1927. Był autorem publikacji pt. Zarys historji wojennej 82-go syberyjskiego pułku piechoty z 1929. Ukończył kurs dowódców pułków w Rembertowie (listopad 1921 – luty 1922) oraz kurs w Centralnej Szkole Strzelania w Toruniu (maj 1925). Zweryfikowany po wojnie w stopniu ppłk., a od 1924 płk. Od 1927 do 1933 dowódca piechoty dywizyjnej w 30 Dywizji Piechoty w Kobryniu. Od 10 listopada 1932 do 10 sierpnia 1933 był słuchaczem VII kursu w Centrum Wyższych Studiów Wojskowych. Od listopada 1935 dowódca 10 Dywizji Piechoty w Łodzi.
Do końca lat 30. był wiceprezesem zarządu głównego Związku Sybiraków oraz komendantem koła żołnierzy 5 Syberyjskiej Dywizji.
Na czele 10 DP walczył we wrześniu 1939, obejmując wkrótce dowództwo Grupy Operacyjnej noszącej jego imię. Skapitulował 27 września na Lubelszczyźnie przed Niemcami. W niewoli niemieckiej przebywał w Oflagu Murnau VIIA do końca wojny. Po wyzwoleniu służył przejściowo w 2 Korpusie.
Po zakończeniu wojny osiedlił się z żoną Eugenią z Krzesińskich i synem Jerzym Wojciechem (ur. 1925) w Londynie. Utrzymywał się z pracy jako kreślarz.
Zmarł w Londynie. Jego prochy zostały pochowane na Cmentarzu Wojskowym na Powązkach w Warszawie (kwatera II B 30-5-1).

## Awanse
- porucznik – 1918
- kapitan – 1918
- major – 1919
- podpułkownik – 1922
- pułkownik – 1924
- generał brygady – 19 marca 1938[3]

## Ordery i odznaczenia
- Krzyż Złoty Orderu Virtuti Militari nr 16[9][10]
- Krzyż Srebrny Orderu Virtuti Militari nr 3747 (1921)[11]
- Krzyż Niepodległości (7 lipca 1931)[12]
- Krzyż Oficerski Orderu Odrodzenia Polski (7 listopada 1925)[13]
- Krzyż Walecznych (czterokrotnie)[14]
- Złoty Krzyż Zasługi z Mieczami
- Złoty Krzyż Zasługi (17 marca 1930)[15]
- Odznaka za Rany i Kontuzje[14]
- Medal Zwycięstwa („Médaille Interalliée”)[16]